# All Media Network

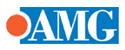
Logo

All Media Network (voorheen All Media Guide) is een Amerikaans business-to-businessbedrijf dat eigenaar is van de websites AllMusic, AllGame en AllMovie.
Het bedrijf werd in 1991 opgericht in Big Rapids. In 1996 verhuisde het hoofdkantoor naar Ann Arbor. All Media Guide was tot begin 2005 een business unit binnen Alliance Entertainment Corporation en het eigendom van Yucaipa Companies. Op 14 december 2007 werd het bedrijf door Macrovision overgenomen.
De kernactiviteit van All Media Network is de exploitatie van een grote databank die de metadata over films, computerspellen en muziekuitgaves beheert. Deze databank wordt op verkooppunten in winkels over de hele wereld gebruikt, voor cd- en dvd-herkenning in mediaspelers en voor het aanbieden van content aan diverse websites. Naast de verkoop van geautomatiseerde toegang tot haar databanken, verkoopt All Media Network verschillende printcompilaties van haar informatie.